# Fryderyk Koebcke
Fryderyk Koebcke (ur. 14 października 1909 w Odolanowie koło Ostrowa Wlkp., zm. 4 lutego 1969 w Poznaniu) – polski astronom, specjalista w dziedzinie mechaniki nieba.

## Życiorys
W październiku 1928 roku zapisał się na Wydział Matematyczno-Przyrodniczy Uniwersytetu Poznańskiego, gdzie studiował astronomię. Jeszcze w okresie studiów, w 1931 roku, został zatrudniony w Obserwatorium Astronomicznym UP jako asystent wolontariusz. Stopień magistra astronomii uzyskał w 1933 roku na podstawie pracy „Definitywna orbita komety 1930 I (Peltier-Schwassmann-Wachmann)”. W 1936 roku obronił rozprawę doktorską „O zastosowaniu krakowianów w astronomii”. Jego głównymi zainteresowaniami były zagadnienia mechaniki nieba w zastosowaniu do komet. W czerwcu 1936 roku wyjechał razem Józefem Witkowskim do Omska na obserwacje całkowitego zaćmienia Słońca. W 1937 roku objął etat adiunkta, na którym pozostał do wybuchu wojny. Po wkroczeniu Niemców do Poznania uczestniczył w zabezpieczaniu majątku Obserwatorium, w szczególności biblioteki i narzędzi obserwacyjnych. Mimo posiadania niemieckich korzeni (jego ojciec był pochodzenia niemieckiego) stanowczo odmówił przyjęcia niemieckiego obywatelstwa, w związku z czym został deportowany do Janowca k/Kazimierza nad Wisłą.
W 1942 roku dzięki pomocy swojego przedwojennego przełożonego, prof. Józefa Witkowskiego został zatrudniony przez prof. Tadeusza Banachiewicza w krakowskiej Stacji Astronomicznej na Lubomirze w Beskidach, którą to funkcję pełnił przez dwa lata.

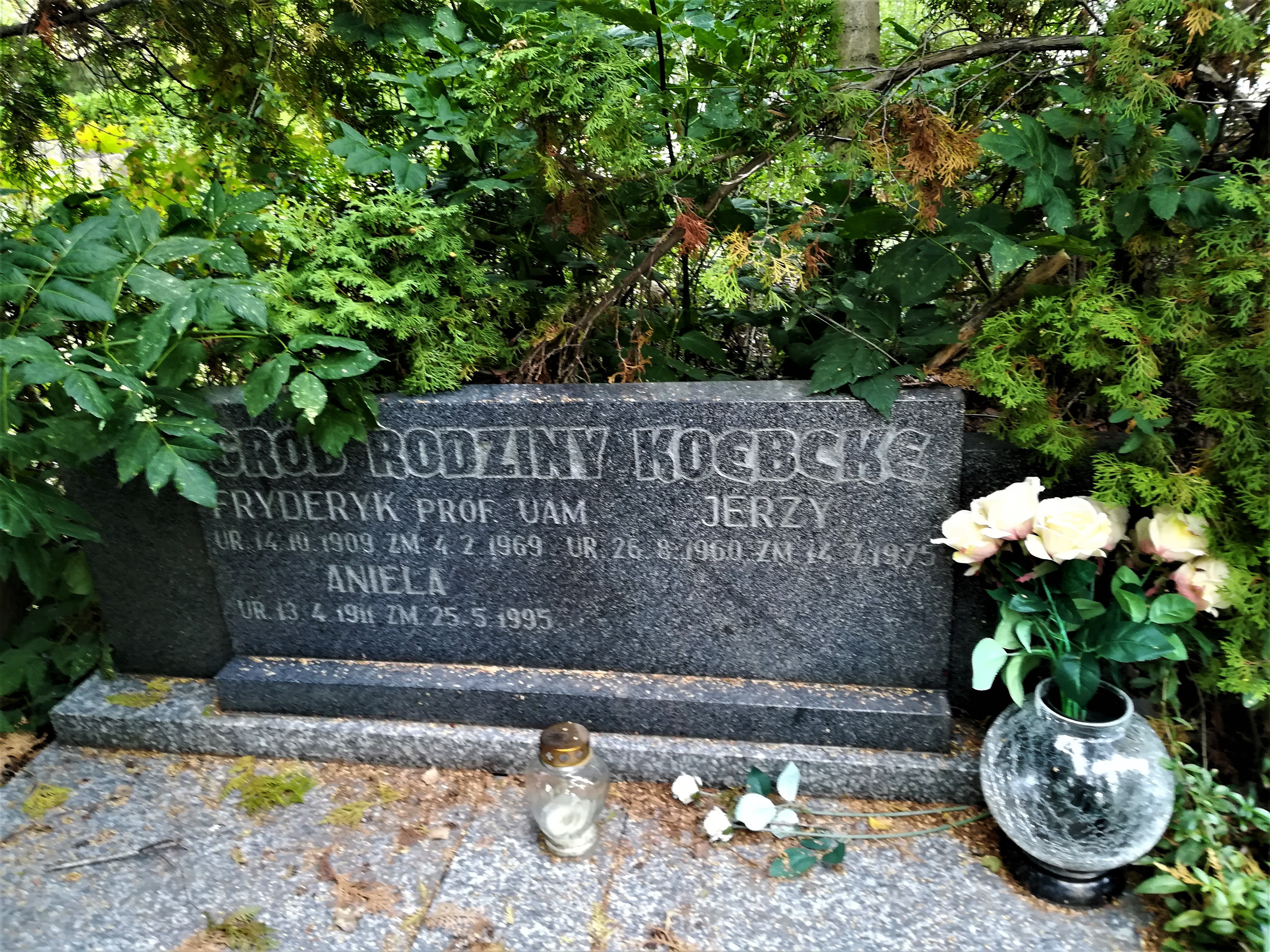
Grób na cmentarzu junikowskim w Poznaniu

Na początku marca 1945 roku wrócił z rodziną do Poznania do Obserwatorium Astronomicznego UP, gdzie organizował na nowo prace naukowe, obserwacyjne i dydaktyczne. W latach 50. włączył się intensywnie do organizowania i budowy Astronomicznej Stacji Szerokościowej PAN w Borowcu. Był współtwórcą pierwszych w Polsce zegarów kwarcowych i nowoczesnej służby czasu. 20 grudnia 1954 roku Centralna Komisja Kwalifikacyjna przyznała mu za cały dorobek naukowy stanowisko docenta, zaś 26 marca 1959 roku uzyskał tytuł profesora nadzwyczajnego.
W 1958 roku został powołany na stanowisko Dziekana Wydziału Matematyki, Fizyki i Chemii, w 1959 roku na Prorektora ds. Nauczania i w 1965 roku na Prorektora UAM ds. Nauki. Zajmował się również popularyzacją nauki. Po wojnie w 1949 roku wydał kilka popularnonaukowych broszur astronomicznych. Prowadził odczyty, prelekcje i pokazy nieba.
1 października 1962 roku został mianowany kierownikiem Obserwatorium Astronomicznego UP. Tematyka badawcza w obserwatorium pod jego kierownictwem była kontynuacją badań okresu poprzedniego, rozszerzoną o zagadnienia związane z dynamiką sztucznych satelitów Ziemi (SSZ). W okresie tym obserwatorium poznańskie brało udział w wielu międzynarodowych kampaniach obserwacyjnych SSZ w ramach programu INTERKOSMOS. Funkcję kierownika pełnił do 1 października 1965 roku.
Pod koniec życia ciężko chorował, cierpiąc m.in. z powodu choroby Buergera. Mimo to był aktywny do ostatnich dni życia. Został pochowany na Cmentarzu Junikowskim w Poznaniu (pole 3, rząd A, miejsce 27).